# یواس‌اس فر (دی‌ئی-۳۵)
یواس‌اس فر (دی‌ئی-۳۵) (به انگلیسی: USS Fair (DE-35)) یک کشتی بود. این کشتی در سال ۱۹۴۳ ساخته شد.